# Gastrozona hancocki
Gastrozona hancocki är en tvåvingeart som beskrevs av Wang och Chen 2002. Gastrozona hancocki ingår i släktet Gastrozona och familjen borrflugor.
Artens utbredningsområde är Guizhou (Kina). Inga underarter finns listade i Catalogue of Life.